# فيضانات اليمن 2024
فيضانات اليمن عام 2024 هي سلسلة من الأحداث الجوية الشديدة الناجمة عن هطول أمطار غزيرة ضربت اليمن في شهري يوليو وأغسطس 2024، مؤدية لدمار واسع النطاق في العديد من المحافظات. تسببت في مقتل 61 شخصًا على الأقل،  وتشريد الآلاف، وإلحاق أضرار جسيمة بالبنية التحتية والزراعة.  وتسببت الفيضانات في اليمن بأضرار كبيرة على ال المجتمعات الريفية الأكثر هشاشة الذي تعتمد على الزراعة ويسكنون في منازل شعبية قديمة، وتسببت بوفاة 240 شخصاً وأصيب 635 آخرين خلال موسم الأمطار تحديدا في أبريل ومايو وأيضاً من يوليو حتى نهاية سبتمبر.